# アラビア語会話
アラビア語会話（アラビアごかいわ）は、NHK教育テレビジョンで放送された語学番組である。

## 概要
アラビア語は、国際連合における6つの公式言語のひとつであるが、NHKでは唯一、定番講座として放送されなかった。そこで、2002年12月からラジオ講座の『アラビア語入門』（全12回）が、さらに2003年夏には6回シリーズの『短期集中講座・アラビア語入門』が、それぞれ放送され、定番化に向けた検証が行われた。このシリーズは翌年にかけて繰り返し放送された。
この番組は集中講座で培ったノウハウと反省点を踏まえて、2004年10月にスタートした。放送開始にあたっては、放送枠を捻出するため、長年低視聴者数が続いていた『ロシア語会話』の放送期間を1年から半年に短縮した。翌2005年度は、1年を通して再放送した。2006年度は、放送時間短縮に伴って新作を放送し、これを2007年度末まで再び繰り返し放送した。さらにNHK改革のあおりを受け、2008年度も上期に第2シリーズが再々放送された。同年9月19日で終了した。『テレビでアラビア語』としてリニューアルされた。

## 放送時間
2004年10月 - 2005年3月
以下これを【第1シリーズ】と称する。
- 本放送：毎週火曜日 0:30 - 1:00（月曜深夜）
- 再放送：毎週土曜日 6:00 - 6:30

2005年4月 - 9月
第1シリーズの再放送のみ：毎週土曜日 6:00 - 6:30
2005年10月 - 2006年3月
いずれも第1シリーズをそのまま放送した。
- 再放送：毎週火曜日 0:15 - 0:45（月曜深夜）
- 再々放送：毎週土曜日 6:00 - 6:30

2006年4月 - 9月
以下これを【第2シリーズ】と称する。
- 本放送：毎週火曜日 0:15 - 0:40（月曜深夜）
- 再放送：毎週土曜日 6:00 - 6:25

2006年10月 - 2007年3月
いずれも第2シリーズをそのまま放送した。
- 再放送：毎週火曜日 0:25 - 0:50（月曜深夜）
- 再々放送：毎週土曜日 6:00 - 6:25

2007年4月 - 2008年9月
第2シリーズの再放送のみ：毎週金曜日 5:35 - 6:00

## 出演者
第1・第2シリーズを通して、ほとんど変わらなかった。
- 師岡カリーマ・エルサムニー
短期集中講座からの講師。父親はエジプト人アラビア語教育者アリー・ハサン・エル＝サムニー、母親は日本人。現在は大学講師としてアラビア語を教えるかたわら、NHKワールドのアナウンサー、コラムニストなどとしても活躍。番組でも、その辛口の姿勢をのぞかせた。
- 柳家花緑
番組開始からの生徒。落語家。亡き五代目柳家小さんが祖父であり、師匠でもある。
- アルモーメン・アブドーラ・ムハンマド（Al-moamen Abdalla, المؤمن محمد عبد الله）
短期集中講座から第1シリーズでは指導ゲスト、第2シリーズでは講師に加わった。大学の研究者、アラビア語講師など多方面で活躍するエジプト人。
- ラナ・デュベーシ
レバノン人建築家。指導ゲストとして出演していた第1シリーズ放送当時はまだ東京大学の大学院で建築を学んでいた。シリーズ終了とともに博士号を取得して帰国。第2シリーズではVTR出演（スキット）し、時にリポーターとしても登場した。

## 各年度の内容
第1シリーズ
- スキット「出会いのエジプト」
- 「文字に挑戦!」
- 文法解説「アラビア語のしくみ」
- ミニコーナー「これなーんだ?」
- 朗読コーナー「アラブの響き」
第1シリーズ途中から第2シリーズの初めまでは花緑の落語つきだった。
- 文化コーナー「アラブに触れる」

第2シリーズ
- スキット（レバノンが舞台）
- 「なぞ解きアラビア文字」
- 小解説コーナー
- 「アラブの響き」
- 文化コーナー「アラブの風」
スキット収録の際に取材したものが中心だが、一部は「探検ロマン世界遺産」からの流用もあった。

## テーマ曲
第1シリーズ
「アラビヤの唄（歌：二村定一、天野喜久代）
第2シリーズ
「魂は語る（演奏：ナスィール・シャンマ、オユーン）

## 短期集中講座・アラビア語入門
この番組を立ち上げるにあたって、2003年にパイロット番組として『短期集中講座・アラビア語入門』が制作された。放送時間は現在の番組と同じ25分間で、全6回である。この番組がスタートするまでに、5 - 6度繰り返し放送された。
出演者
- 奥田敦（慶應義塾大学教授。講師）
- 師岡カリーマ・エルサムニー（講師）
- 竹内海南江（マルチタレント。生徒）
- アルモーメン・アブドゥーラ・ムハンマド

放送日時
1. 2003年7月28日（月） - 30日（水）及び同年8月4日（月） - 6日（水） 22:25 - 22:50
2. 2003年8月4日（月） - 6日（水）及び同月11日（月） - 13日（水） 14:00 - 14:25
3. 2003年8月23日（土）及び同月30日（土） 1:00 - 2:15（3回分をまとめて放送）